# 理想的本箱 君だけのブックガイド
『理想的本箱 君だけのブックガイド』（りそうてきほんばこ きみだけのブックガイド）は、NHK Eテレで2021年12月9日から2023年7月31日に不定期で放送され、2024年4月6日から2024年9月28日までレギュラー放送されているブックガイド教養番組。

## 概要
人の不安、悩み、好奇心に答える本を３冊紹介する番組。心に寄り添い人生のヒントをくれる本を見つける小さな図書館を舞台にしている。３冊の本はそれぞれ「映像の帯」と題したドラマにして紹介する。
2024年度後半の改編により2024年9月28日放送の「EDITION愛」を最後に約半年のレギュラー放送に幕を閉じることとなった。

## 出演者
吉岡里帆
図書館の主宰。
太田緑ロランス
図書館の司書。
幅允孝
図書館の選書家。

## 放送時間
- 2024年度（4月6日 - 9月28日）[2]
  - 放送：土曜日 21:00 - 21:29

## 放送リスト
| タイトル                                 | 初回放送日     |
| 不定期放送                               | 不定期放送     |
| ---------------------------------------- | -------------- |
| 「もう死にたいと思った時に読む本」       | 2021年12月9日  |
| 「同性を好きになった時に読む本」         | 2021年12月16日 |
| 「将来が見えない時に読む本」             | 2021年12月23日 |
| 「もっとお金が欲しいと思った時に読む本」 | 2022年10月1日  |
| 「ひどい失恋をした時に読む本」           | 2022年10月8日  |
| 「母親が嫌いになった時に読む本」         | 2022年10月15日 |
| 「父親が嫌いになった時に読む本」         | 2022年10月22日 |
| 「人にやさしくなりたい時に読む本」       | 2022年11月5日  |
| 「友達と絶交した時に読む本」             | 2023年6月26日  |
| 「戦争が迫ってきた時に読む本」           | 2023年7月3日   |
| 「自分の見た目が気になる時に読む本」     | 2023年7月10日  |
| 「初めてお葬式に行った時に読む本」       | 2023年7月17日  |
| 「情報の海に溺れそうな時に読む本」       | 2023年7月24日  |
| 「宗教に悩んだ時に読む本」               | 2023年7月31日  |
| 2024年度                                 |                |
| 「勇気が欲しい時に読む本」               | 2024年4月6日   |
| 「時間に追われている時に読む本」         | 2024年4月13日  |
| 「ひとりぼっちの孤独を感じた時に読む本」 | 2024年5月11日  |
| 「眠れない時に読む本」                   | 2024年6月1日   |
| 「別世界を知りたい時に読む本」           | 2024年7月6日   |
| 「勉強したくない時に読む本」             | 2024年9月7日   |
| 「EDITION青春」                          | 2024年9月21日  |
| 「EDITION愛」                            | 2024年9月28日  |

## 脚釈
1. ↑  “吉岡里帆が主宰を務めるEテレ『理想的本箱 君だけのブックガイド』がレギュラー化「ものの見方が変わるのが本の力」（TV LIFE web）”. Yahoo!ニュース. 2024年5月9日閲覧。
2. ↑  “2024年度 (前半期) 放送番組時刻表 - NHK | 日本放送協会” (PDF). 2024年5月9日閲覧。